# Фурманівська волость
Фурманівська волость — історична адміністративно-територіальна одиниця Єлизаветградського повіту Херсонської губернії.
Станом на 1886 рік складалася з 9 поселень, 8 сільських громад. Населення — 6108 осіб (3088 чоловічої статі та 3020 — жіночої), 1118 дворових господарства.
|                     | Площа, десятин | У тому числі орної, дес. |
| ------------------- | -------------- | ------------------------ |
| Сільських громад    | 23446          | 14598                    |
| Приватної власності | 9083           | 2989                     |
| Казенної власності  | 7500           | 1600                     |
| Іншої власності     | 298            | 135                      |
| Загалом             | 40327          | 19322                    |

Найбільше поселення волості:
- Фурманівка — село при ставках за 75 верст від повітового міста, 388 осіб, 69 дворів.